# Wee Pals
Pour les articles homonymes, voir Wee et Pals (homonymie).
Wee Pals est un comic strip humoristique de l'Américain Morrie Turner diffusé depuis le 15 février 1965.
Wee Pals a été le premier comic strip diffusé dans la presse américaine dont les personnages principaux avaient différentes couleurs de peau.
D'abord diffusé de manière confidentielle, il a gagné en popularité après l'assassinat de Martin Luther King en 1968, année où fut publié le premier d'une longue série de recueils du strip.
Wee Pals a été adapté en 17 épisodes animés pour la télévision américaine sous le nom Kid Power, série diffusée entre septembre 1972 et septembre 1974.